# خوسيه كلارك
خوسيه كلارك (بالإسبانية: José Clarke)‏، لاعب كرة قدم أرجنتيني سابق كان يلعب كمهاجم، لعب خلال مسيرته 58 مباراة وسجل 30 هدف.

## مسيرته

### مسيرته مع المنتخبات الوطنية
- 1917 - 1922 لعب مع منتخب الأرجنتين لكرة القدم 9 مباريات سجل خلالها 6 أهداف.

### مسيرته مع الأندية
- 1915 - 1918 لعب مع روزاريو سنترال 21 مباراة سجل خلالها 12 هدف.
- 1926 - 1927 لعب مع إستوديانتيل بورتينيو 19 مباراة سجل خلالها 6 أهداف.
- 1927 - 1927 لعب مع ريفر بليت 9 مباريات سجل خلالها 6 أهداف.

## روابط خارجية
- خوسيه كلارك على موقع عالم كرة القدم.نت (الإنجليزية)